# Destilovaná voda

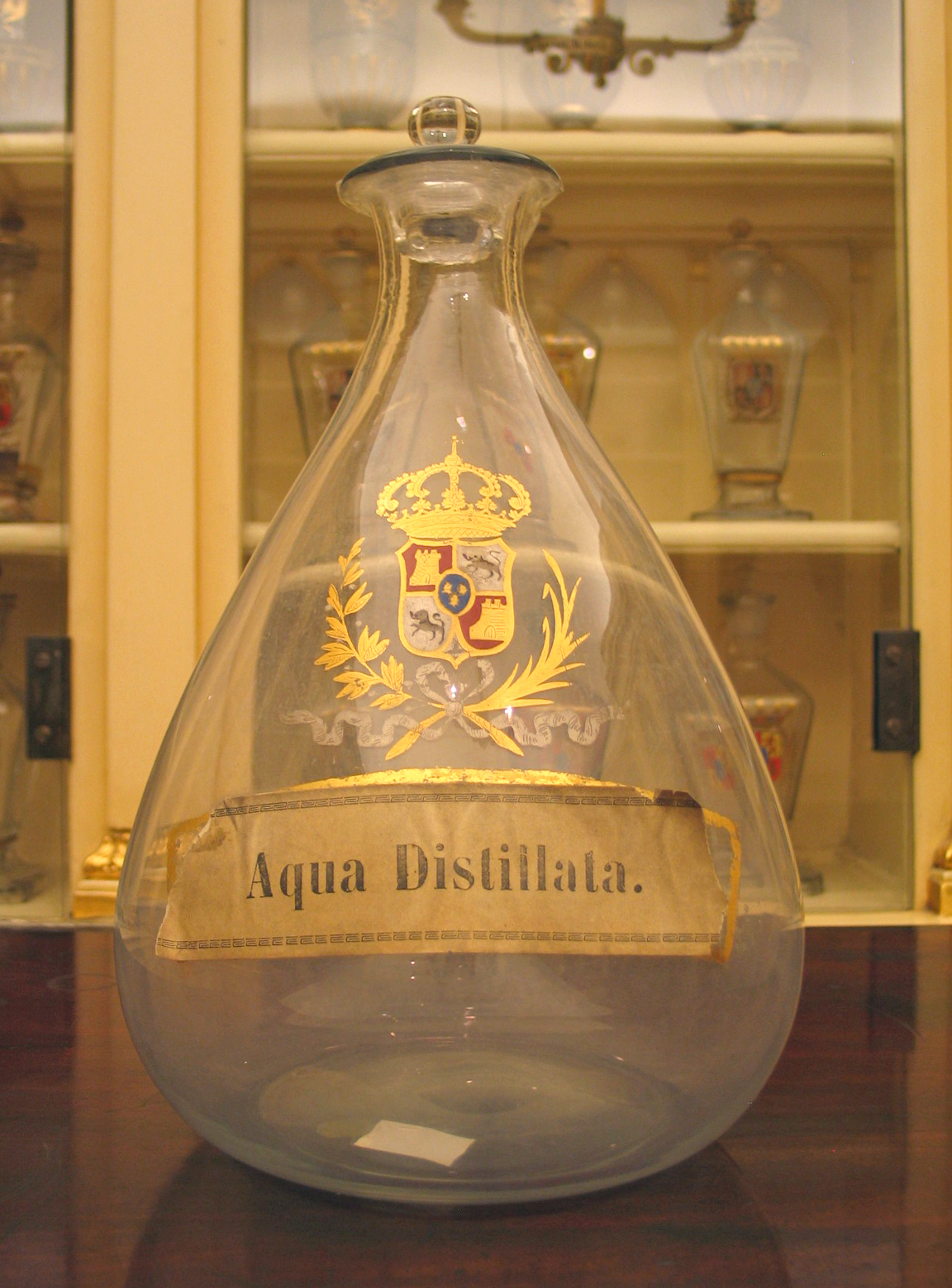
Nádoba na destilovanou vodu

Destilovaná voda je voda, která byla jednou nebo vícekrát destilována, tedy byla díky změně skupenství na vodní páru zbavena rozpuštěných minerálních látek a následně ochlazením znovu zkapalněna. Někdy tak bývá nepřesně nazývaná výrobně méně nákladná demineralizovaná voda využívaná k podobným účelům.

## Výroba
Změna skupenství vody může probíhat zvolna (např. na slunci) nebo zahříváním až k bodu varu. Během destilace je voda separována prakticky od všeho, co se v ní nachází a stává se čistou (H2O). Je to čirá, bezbarvá, v silné vrstvě namodralá kapalina bez chuti a zápachu. Je téměř nevodivá. Za normálního tlaku 101 kPa má teplotu tání 0 °C a teplotu varu 100 °C. Největší hustotu 1,000 g·cm−3 má voda při 3,98 °C. pH destilované vody je neutrální (pH=7). Konduktivita destilované vody je nižší než 11 μS·cm−1 a celkové množství rozpuštěných pevných látek musí být pod 10 mg·dm−3.

## Využití
Destilovaná voda se používá především v chemickém průmyslu, při výrobě léčiv, v laboratořích, pro sterilizaci operačních nástrojů (pomocí horké páry z destilované vody), při chemickém zpracování fotografií, ale i například do chladičů automobilů, k doplňování elektrolytu akumulátorů nebo do napařovacích žehliček. Všude tam, kde je třeba chemicky neutrální vody bez příměsí a rozpuštěných látek. V poslední době se destilovaná voda získaná přes reverzní osmózu používá také v akváriích. Na rozdíl od minerální vody nezbude po odpaření destilované vody žádný nerostný materiál (vodní kámen, kotelní kámen).

### Proč nepít destilovanou vodu
Destilovaná (či demineralizovaná) voda se nehodí k dlouhodobé přímé konzumaci, neboť dokáže narušit metabolismus lidského těla. Dalšími riziky jsou: „prakticky nulový příjem vápníku a hořčíku vodou, snížený příjem některých jiných esenciálních prvků a mikroprvků, vysoké ztráty vápníku, hořčíku a jiných esenciálních prvků z potravin vařených v demineralizované vodě, zvýšené riziko toxického působení těžkých kovů přijímaných stravou, zvýšené riziko druhotné kontaminace demineralizované vody.“

## Srážková voda
Za destilovanou vodu nelze považovat vodu srážkovou (déšť a sníh), která vzniká odpařováním z vodních zdrojů a následnou kondenzací v atmosféře. Při návratu na zem déšť zachycuje ze vzduchu bakterie, chemikálie a prachové částice, proto se nedoporučuje k přímé konzumaci, ani přípravě pokrmů.